# Best of Coming Century 〜Together〜
『Best of Coming Century 〜Together〜』（ベスト・オブ・カミングセンチュリー 〜トゥゲザー〜）は、Coming Centuryの1枚目のベスト・アルバム。2002年12月11日にavex traxから発売された。

## 概要
Coming Century初のベスト・アルバム。収録曲のうち、新曲2曲以外の8曲は、ファン投票によって選出された。歌詞カードの裏はポスターとなっている。コピーコントロールCDでの発売。

## 収録曲
※はアルバム初収録曲。※※フルバージョン初収録曲。現存曲の詳細はそのページを参照。
1. 恋のシグナル
作詞・作曲：松任谷由実、編曲：古池孝浩
  - 新曲
  - Coming Century出演 森永製菓『小枝』CMソング
2. Wild Style※
作詞：CHINO、作曲：笹本安詞、編曲：鈴木雅也
  - 16thシングル「IN THE WIND」カップリング（V6）
3. 夏のかけら
作詞：谷亜ヒロコ、作曲：浅田直、編曲：小西貴雄
  - 1stシングル
4. HAVE A SUPER GOOD TIME
作詞：浦塚勝人、作曲・編曲：笹本安詞
  - 7thアルバム「seVen」収録曲（V6）
5. SPEEDER’S HIGH
作詞・作曲・編曲：motsu
  - 5thアルバム「"HAPPY" Coming Century, 20th Century Forever」収録曲（V6）
6. Happy together!※※
作詞：山田ひろし、作曲・編曲：浅田直
  - VHS/DVD「? -question-」収録曲
  - 4thアルバム「"LUCKY" 20th Century, Coming Century to be continued...」収録曲「Coming Century Non-stop Remix」挿入歌（V6）
7. silver bells※
作詞：MEYOU・笹本安詞、作曲・編曲：笹本安詞
  - 17thシングル「CHANGE THE WORLD」カップリング（V6）
8. EVERY DAY※
作詞・作曲・編曲：永岡昌憲
  - VHS/DVD「SKY」収録曲
9. Theme of Coming Century（New Vocal）
作詞：JOHNNY.K、作曲：A.LENONARDI、編曲：星野靖彦
  - 1stシングル「MUSIC FOR THE PEOPLE」カップリング（V6）

1stベストアルバム「Very best」収録バージョンを収録（V6）。
10. Be with you
作詞：六ツ見純代、作曲：TSUKASA、編曲：鈴木雅也
  - 新曲